# Andreas Spole
Andreas Spole, ou Anders Spole, né le 13 juin 1630, à Barnarp, mort le 1er août 1699 est un mathématicien suédois, le premier astronome de l'université d'Uppsala en Suède.

## Biographie
Fils du forgeron Per Andersson et de sa femme Gunilla Persdotter, Andréas  mène des études à l'université de Greifswald, en Allemagne où il devient maître es arts militaires. Il poursuit ses études dans d'autres universités de Prusse et de Saxe, puis il fait son grand tour d'Europe entre 1664 et 1667. Après avoir rencontré Christian Huygens, Robert Hooke, Robert Boyle, Gérard Mercator, Ismaël Boulliau, Giovanni Domenico Cassini et Giovanni Riccioli, Spole revient dans son pays natal. 
En 1667,  il est nommé professeur d'astronomie à l'université de Lund ; il se marie en 1669 avec Martha Lindelius, fille du pasteur Lars Lindelius et de Gunilla Rubenia. Il devient peu après le président de l'université de Lund et ce jusqu'à sa dissolution en 1676. 
Pendant la guerre de Scanie, qui oppose la Suède, alliée de la France, au Danemark, allié des Provinces-Unies, et à l'électorat de Brandebourg, il  rejoint les troupes suédoises  comme ingénieur militaire et renforce les  fortifications autour de Jönköping.  Il s'engage personnellement à la bataille de Landskrona. Récompensé par le roi Charles XI, il est nommé à l'université d'Uppsala en 1679. Il y préside à plus de 50 thèses.
Fabricant d'instrument, il fait construire un observatoire sur le toit de sa propre maison (à Uppsala). Il y observe la comète de 1680, dont la queue est particulièrement remarquable. Sa fille se marie avec Nils Celsius (le fils du mathématicien Magnus Celsius) (1621-1679), son collègue, ce qui fait de lui le grand-père d'Anders Celsius ou Anders-Celsius-Spole (1701-1744), un des plus fameux astronomes et physiciens suédois. Après sa mort, son observatoire est détruit, avec tous ses papiers et tous ses instruments dans le grand incendie qui ravage la ville  en 1702.
Dans son "arithmetica vulgaris et speciosa", de 1692, employant comme François Viète la dénomination de "logique spécieuse" pour désigner l'algèbre, Spole utilise le signe d'équivalence pour noter l'égalité suivant en cela Jacques Ozanam, ainsi que des notations proches de Pierre Hérigone pour marquer les puissances .

## Sources
- Florian Cajori : A history of mathematical notations - vol. I
- Page Anders Celsius